# 肛刺蛙属
肛刺蛙属（学名：Yerana）是无尾目叉舌蛙科的一属，目前仅叶氏肛刺蛙（Yerana yei）一种。

## 特征
本属主要特征为雄性肛部隆起，肛孔下方有两个布满黑刺的大的白色球形隆起，具有单咽下内声囊，第一指具婚刺。

## 分类设立
2002年，陈晓虹等人描述了一个新种－叶氏隆肛蛙（Paa(Feirana) yei），最初归属棘蛙属隆肛蛙亚属（Paa(Feirana)）。2005年江建平等人通过分子系统学研究，建议将叶氏隆肛蛙归入棘胸蛙属（Quasipaa）。2006年江建平、陈晓虹、王斌发表文章，称通过形态比较和分子系统学分析表明叶氏隆肛蛙具有较多独特性，适宜另立一新属，即“肛刺蛙属”。属名取自中国著名两栖动物分类学家叶昌媛的姓氏。